# 3月30日
3月30日（さんがつさんじゅうにち）は、グレゴリオ暦で年始から89日目（閏年では90日目）にあたり、年末まであと276日ある。

## できごと

正十七角形が定規とコンパスだけで作図可能と発見(1796)

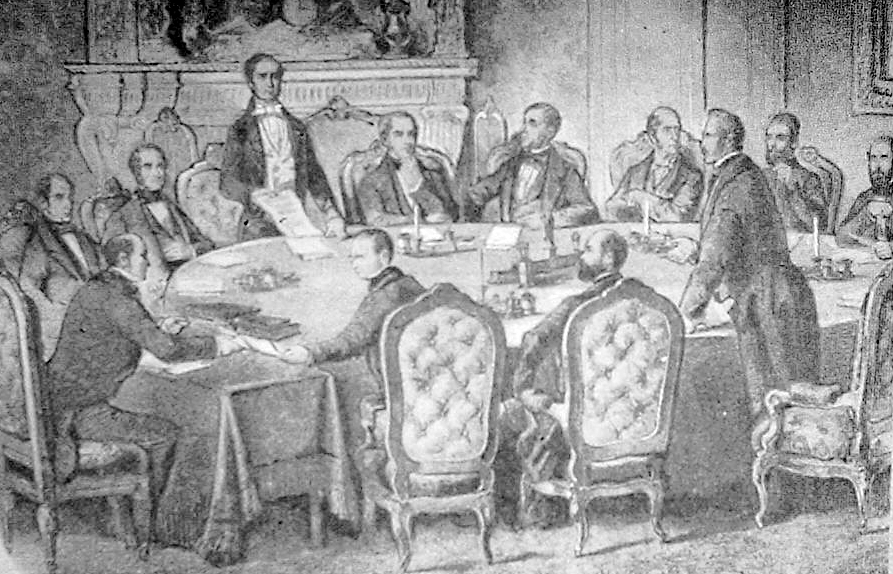
パリ条約(1856)が締結されクリミア戦争終結

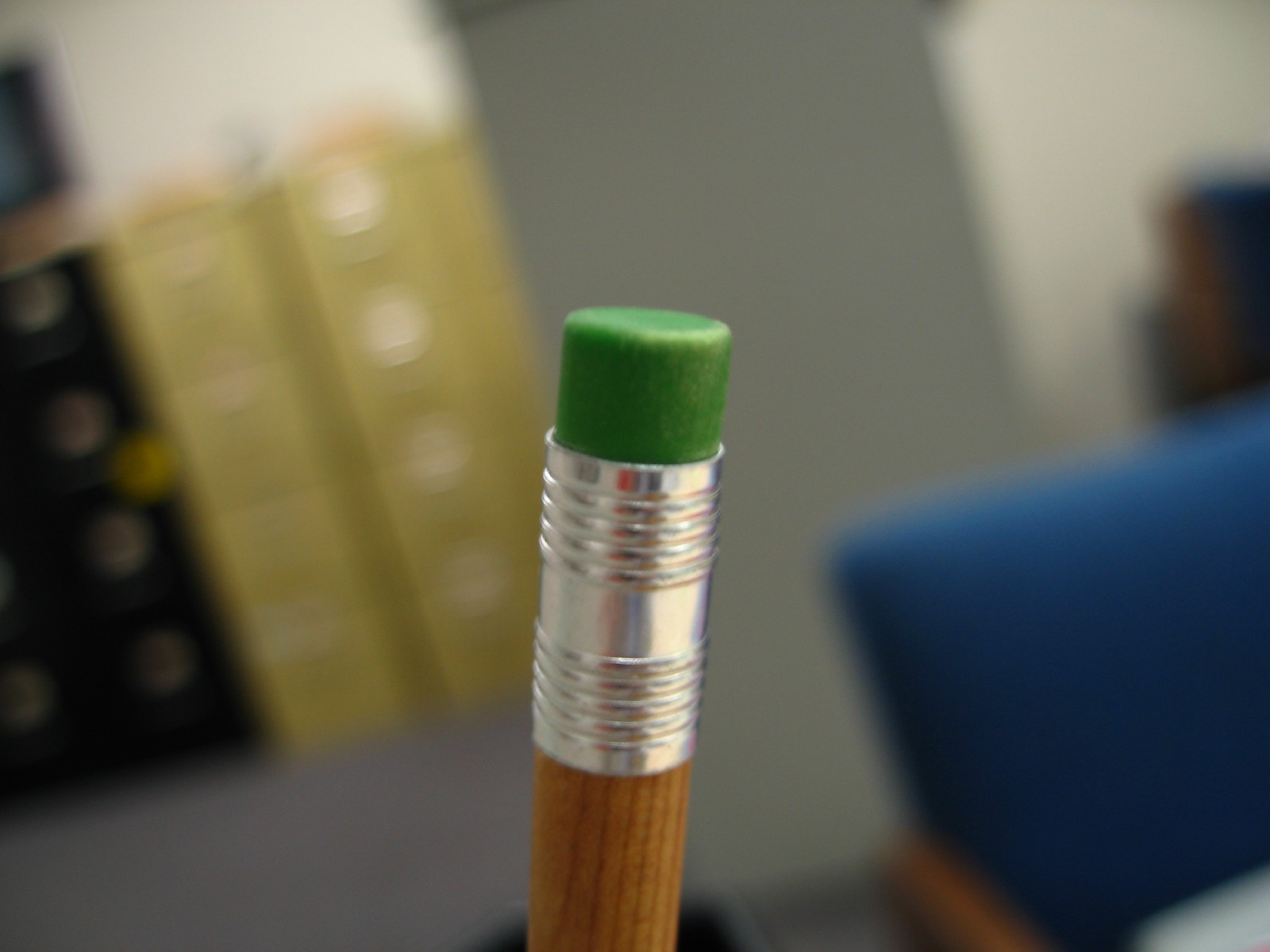
消しゴムつき鉛筆が発明される(1858)

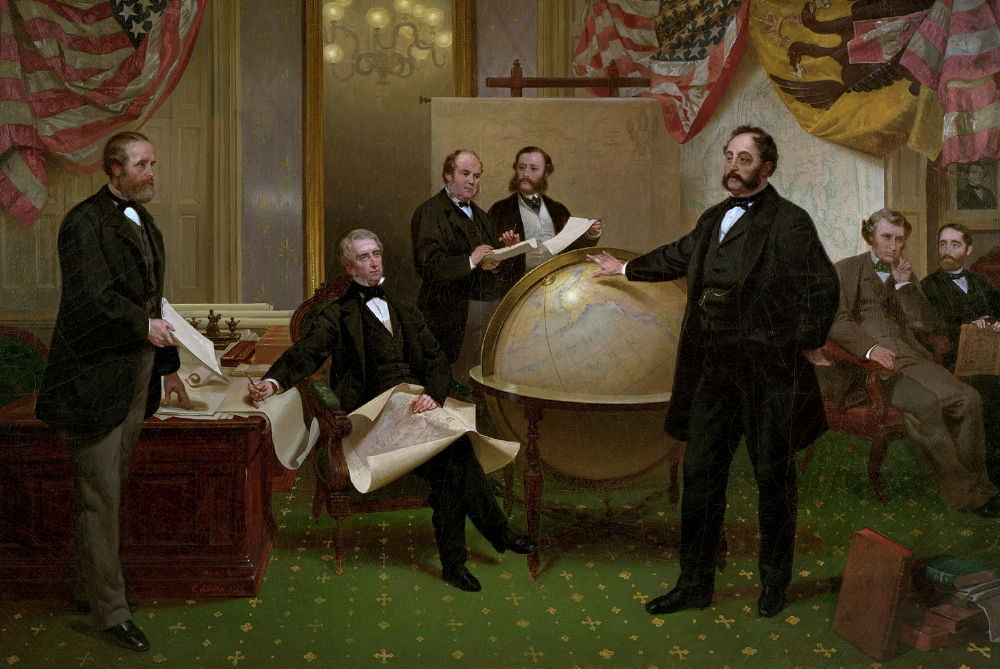
アメリカ合衆国によるアラスカ購入(1867)

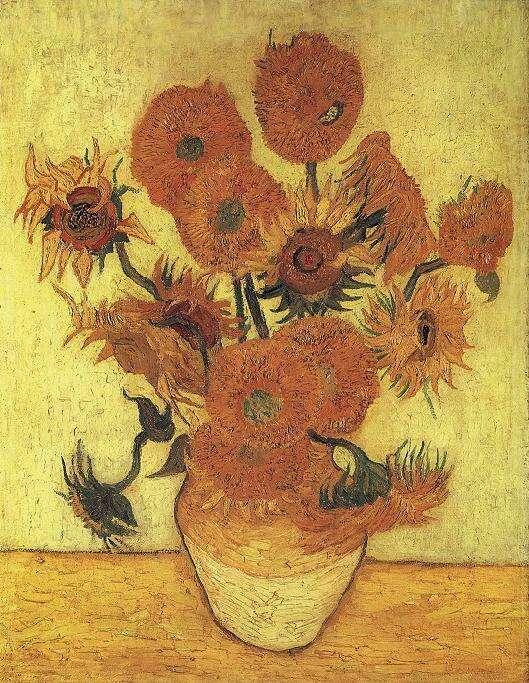
安田火災がゴッホの「ひまわり」を落札(1987)

- 1282年 - シチリアの晩祷: シチリアでシャルル・ダンジューの圧制に対して暴動が発生。
- 1492年 - アラゴン王フェルナンド2世とカスティーリャ女王イサベル1世が、カトリックへの改宗にかかわらず、スペインからユダヤ人を追放することを宣言する。
- 1796年 - 正十七角形が定規とコンパスだけで作図可能なことをカール・フリードリヒ・ガウスが発見[1]。
- 1806年 - ナポレオンの兄ジョゼフ・ボナパルトがナポリ王に即位。
- 1814年 - ナポレオン戦争: 第六次対仏大同盟がパリへの攻撃を開始。
- 1822年 - フロリダ準州を設立。
- 1842年 - クロウフォード・ロングが初めてジエチルエーテルによる麻酔を用いて手術を行う。
- 1856年 - パリ条約が調印され、クリミア戦争が終結。
- 1858年 - アメリカのハイマン・リップマンが、消しゴムをニカワで鉛筆に固定させる「消しゴム付き鉛筆」の特許を取得[2]。
- 1863年 - デンマーク王子ヴィルヘルム・ゲオルクがギリシャ王に選出され、ゲオルギオス1世として即位。
- 1867年 - アラスカ購入: アメリカ合衆国の国務長官ウィリアム・スワードにより、アラスカを720万ドル（1エーカー・約4047平方メートル当たり2セント）でロシア帝国からアメリカ合衆国に売り渡す契約が締結される。当時は「スワードの愚行」などと呼ばれ、良い評価は受けなかった。
- 1911年 - 日本の電気事業法（旧法）公布。
- 1912年 - フェス条約により、フランスがモロッコを保護領とする。
- 1915年 - 宮城県気仙沼市で大火。約1100戸が焼失[3]。
- 1922年 - 未成年者飲酒禁止法（現・二十歳未満ノ者ノ飲酒ノ禁止ニ関スル法律）公布。
- 1930年 - ハインリヒ・ブリューニングがヴァイマル共和政（ドイツ）の首相に就任。
- 1940年 - 日中戦争: 日本政府が汪兆銘を首班とする南京政府の樹立を宣言。
- 1941年 - ドイツで世界初のジェット戦闘機He280が初飛行。
- 1942年 - ノルウェー亡命政府が対日断交を宣言。
- 1945年 - 第二次世界大戦: ソ連軍がオーストリアに侵入し、ウィーンを占領。
- 1945年 - 翼賛政治会が解散され大日本政治会が発足。
- 1949年 - 名立機雷爆発事件発生。多数の小中学生を含む63人が死亡。
- 1953年 - 皇太子明仁親王がエリザベス2世戴冠式出席のために横浜港を出発。
- 1953年 - 東京都墨田区の賛育会病院で生まれた新生児が別の新生児と取り違えられる事故が発生。詳細は新生児取り違えを参照。
- 1954年 - トロントにカナダ初の地下鉄・ヤング‐ユニバーシティー‐スパダイナ線（英語版）が開業。
- 1958年 - 明治神宮外苑に国立霞ヶ丘競技場が落成。
- 1959年 - 砂川事件の第一審で、東京地裁裁判長の伊達秋雄が「米軍駐留を認める刑事特別法は違憲であるので、同法により起訴された被告人は全員無罪」と判決。（伊達判決）
- 1961年 - 麻薬に関する単一条約調印。
- 1963年 - 新幹線の試験走行で、当時世界記録となる時速256kmを達成[4]。
- 1968年 - テレビアニメ『巨人の星』が放送開始[5]。「スポ根もの」のさきがけ。
- 1969年 - フランシーヌ・ルコントが政治活動中に焼身自殺。
- 1977年 - 結城紬・赤津焼・近江上布・京焼・清水焼・八女福島仏壇を伝統工芸品に指定[6]。
- 1978年 - 第50回選抜高等学校野球大会で群馬県立前橋高校の松本稔が春夏の甲子園を通じて大会史上初の完全試合を達成。
- 1980年 - 富山・長野連続女性誘拐殺人事件：長野県長野市内における長野信用金庫の女性職員（当時20歳）誘拐事件で、長野県警察が被疑者として富山県在住の男女2人（女は死刑、男性は無罪がそれぞれ確定）を身代金目的誘拐容疑で逮捕[7]。
- 1981年 - アメリカ合衆国大統領ロナルド・レーガンがワシントンD.C.近郊でジョン・ヒックリーに狙撃される。警官2名と大統領補佐官1名が負傷。（レーガン大統領暗殺未遂事件）
- 1987年 - 安田火災がゴッホの「ひまわり」を58億円で落札。
- 1989年 - 女子高校生コンクリート詰め殺人事件: 埼玉県三郷市の女子高校生を騙して暴行し、東京足立区にある16歳の少年の自宅に監禁。暴行して死亡させ、遺体をドラム缶に入れコンクリート詰めにして遺棄した事件で、容疑者の少年らが逮捕[8]。
- 1990年 - 京王相模原線が全通。
- 1991年 - BBCワールドサービスの日本語放送が終了。
- 1995年 - 警察庁長官狙撃事件: 警察庁長官の國松孝次が自宅前で狙撃される。
- 1996年 - 東京臨海高速鉄道りんかい線新木場駅 - 東京テレポート駅間が開業。
- 1997年 - 三井三池炭鉱が閉山[9]。
- 2002年 - 産経新聞が東京本社管内での夕刊発行を廃止、大阪新聞が廃刊。
- 2005年 - 超党派野党、参議院に選択的夫婦別姓制度導入を求める民法改正案を提出。
- 2007年 - 東京ミッドタウンが街開き。
- 2007年 - フジテレビ系列の子供番組「ポンキッキ」が、34年間にわたるの地上波放送を終了[10]。
- 2008年 - 東京都交通局日暮里・舎人ライナーが開業。
- 2008年 - 横浜市営地下鉄グリーンラインが開業[11]。
- 2014年 - 茨城県笠間市に「石の百年館」が開館。
- 2019年 - 国際バスケットボール連盟は、コートジボワールで理事会を開き、2020年東京五輪の男女の5人制について、日本に開催国枠を与える決定。男子の五輪出場は1976年のモントリオール以来44年ぶり[12]。
- 2021年 - 中国の全国人民代表大会常務委員会は、香港の選挙制度の見直しに関する「愛国者による香港統治」決定案を全会一致で承認した[13]。
- 2023年 - 安倍晋三元首相が奈良市で演説中に銃撃されて死亡した事件について、奈良地検が、銃刀法違反や火薬類取締法違反などの罪で容疑者を追起訴。これにより、銃撃事件をめぐる捜査がすべて終結した。
- 2023年 - 北大西洋条約機構（NATO）加盟国のトルコの議会で、フィンランドのNATO加盟を承認する法案が可決される。これにより加盟国30カ国全ての批准手続きが完了し、フィンランドのNATO加盟が決まった[14]。
- 2024年 - TBS系列『日立 世界・ふしぎ発見!』が38年間の歴史に幕を閉じる。

## 誕生日

### 人物

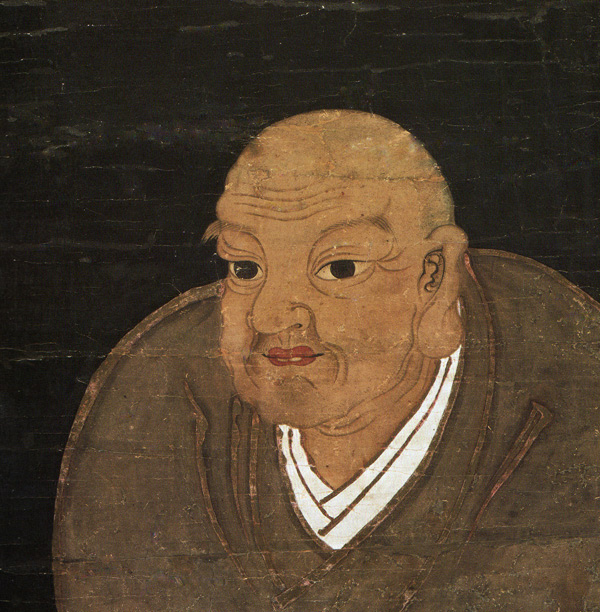
日蓮宗の開祖、日蓮(1222-1282)誕生。

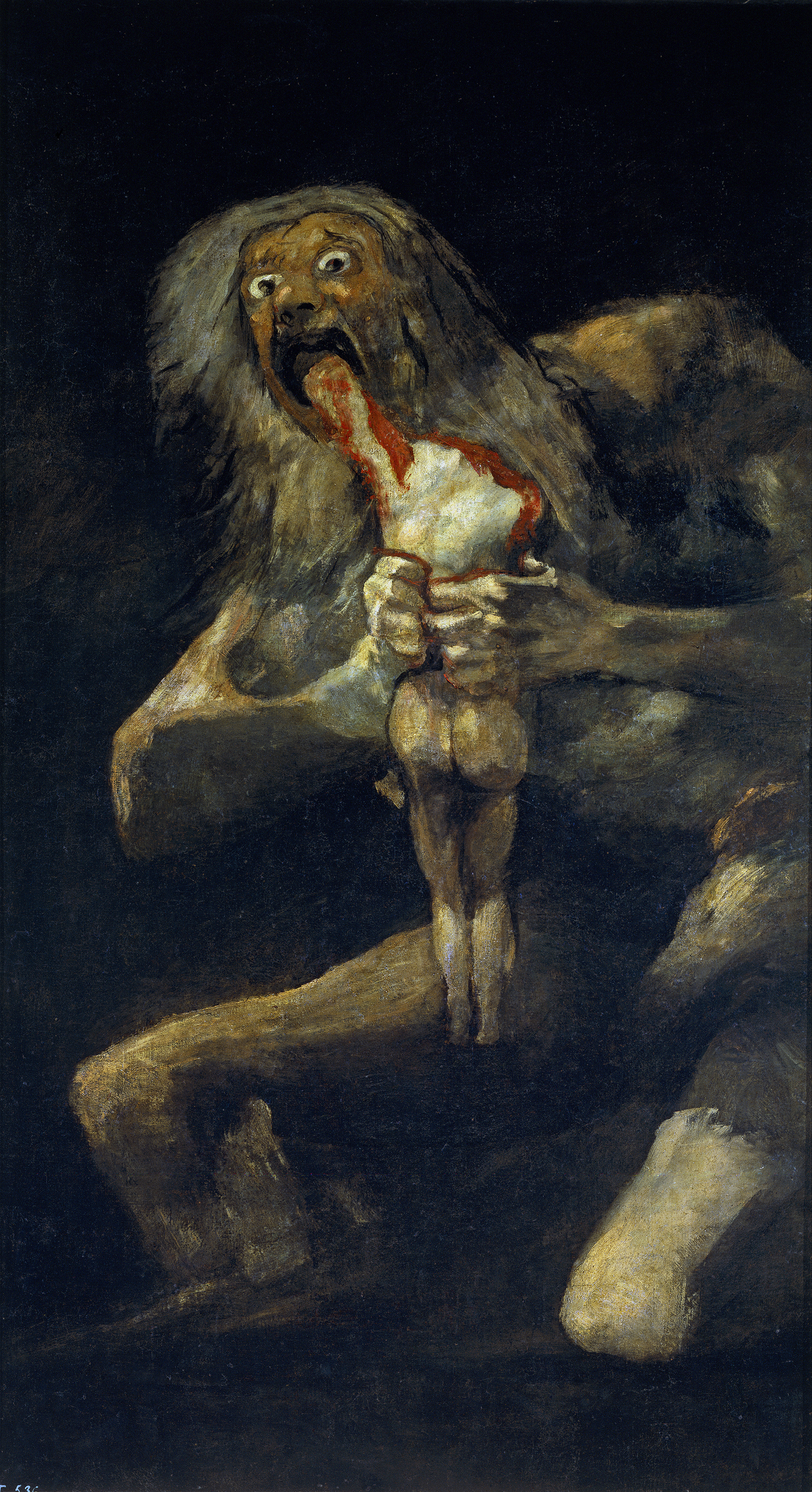
画家フランシスコ・デ・ゴヤ(1746-1828)。画像は『我が子を喰らうサトゥルヌス』(1819-1823)

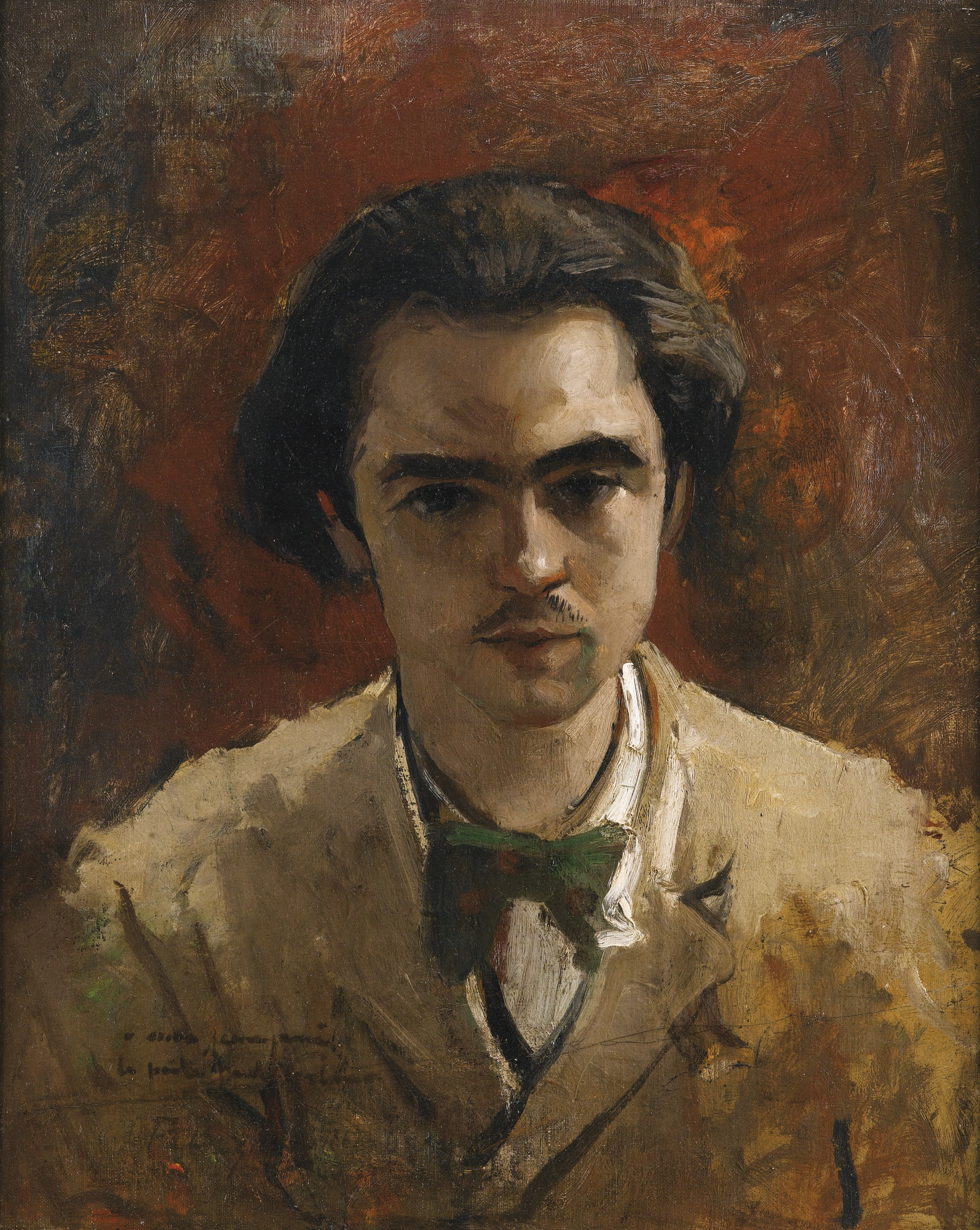
象徴派の詩人ポール・ヴェルレーヌ(1844-1896)。画像はクールベによる肖像画。

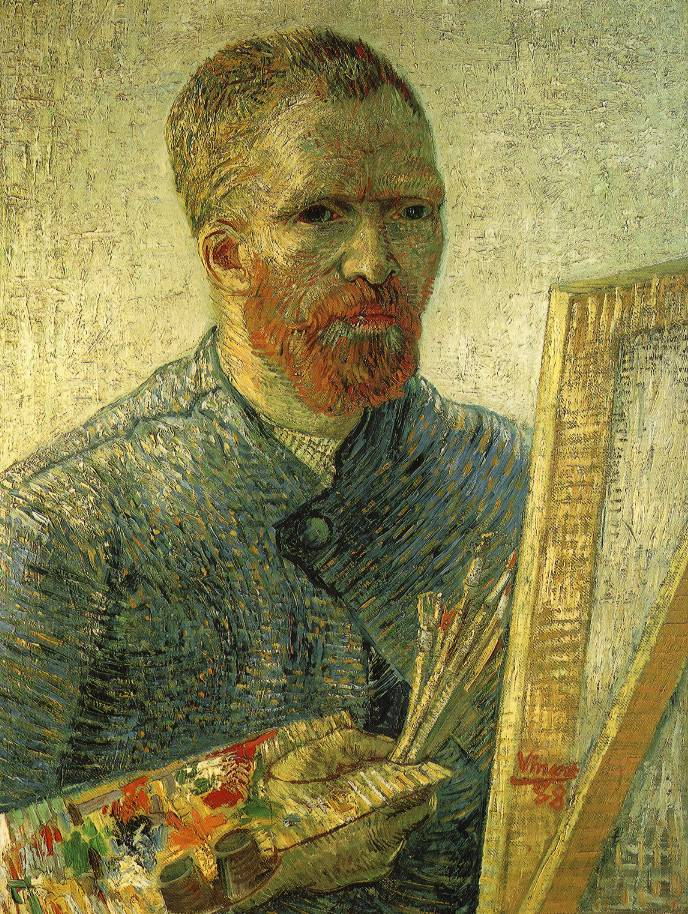
画家フィンセント・ファン・ゴッホ(1853-1890)。画像は自画像。

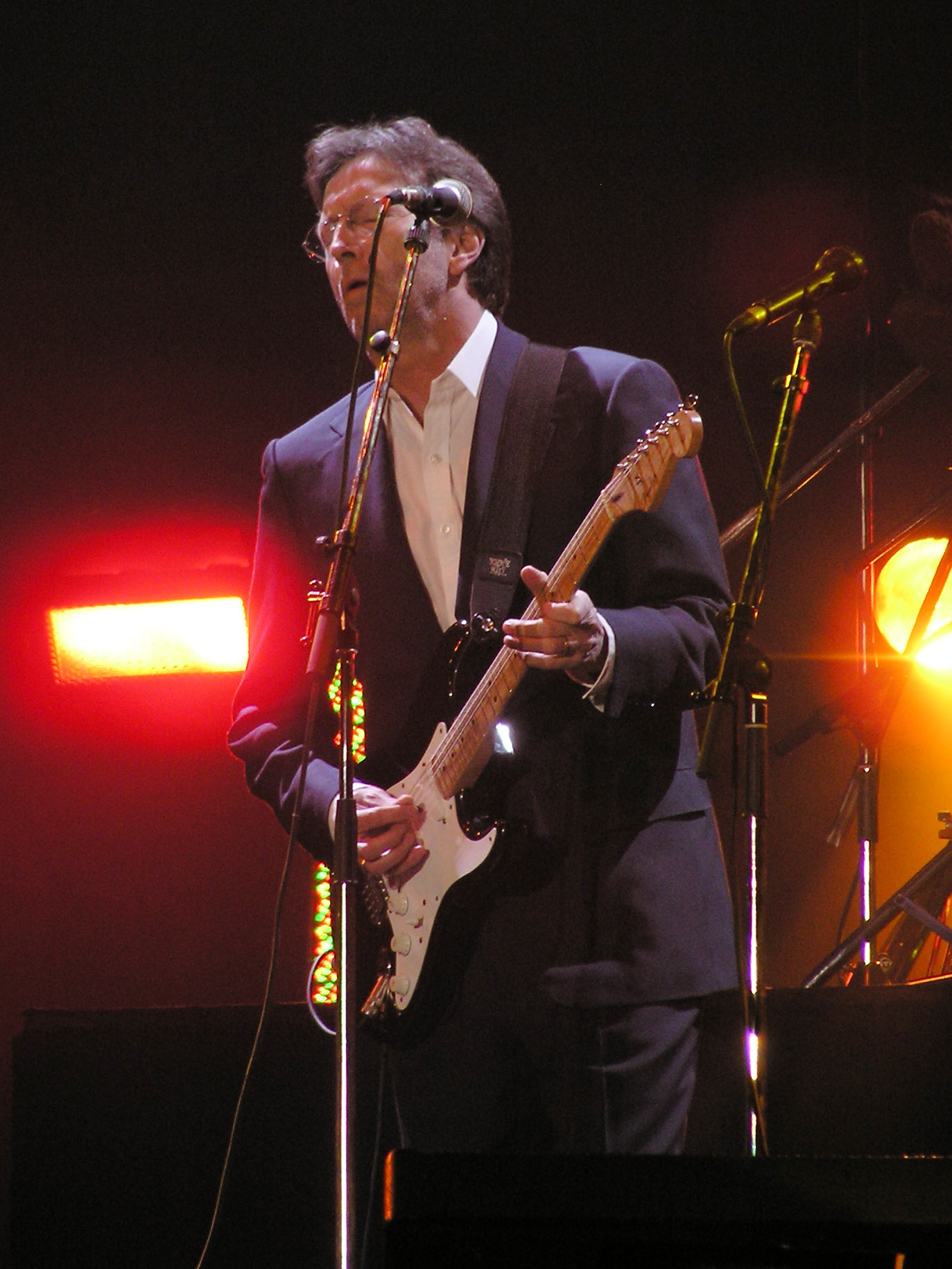
ギタリスト、エリック・クラプトン(1945-)誕生。

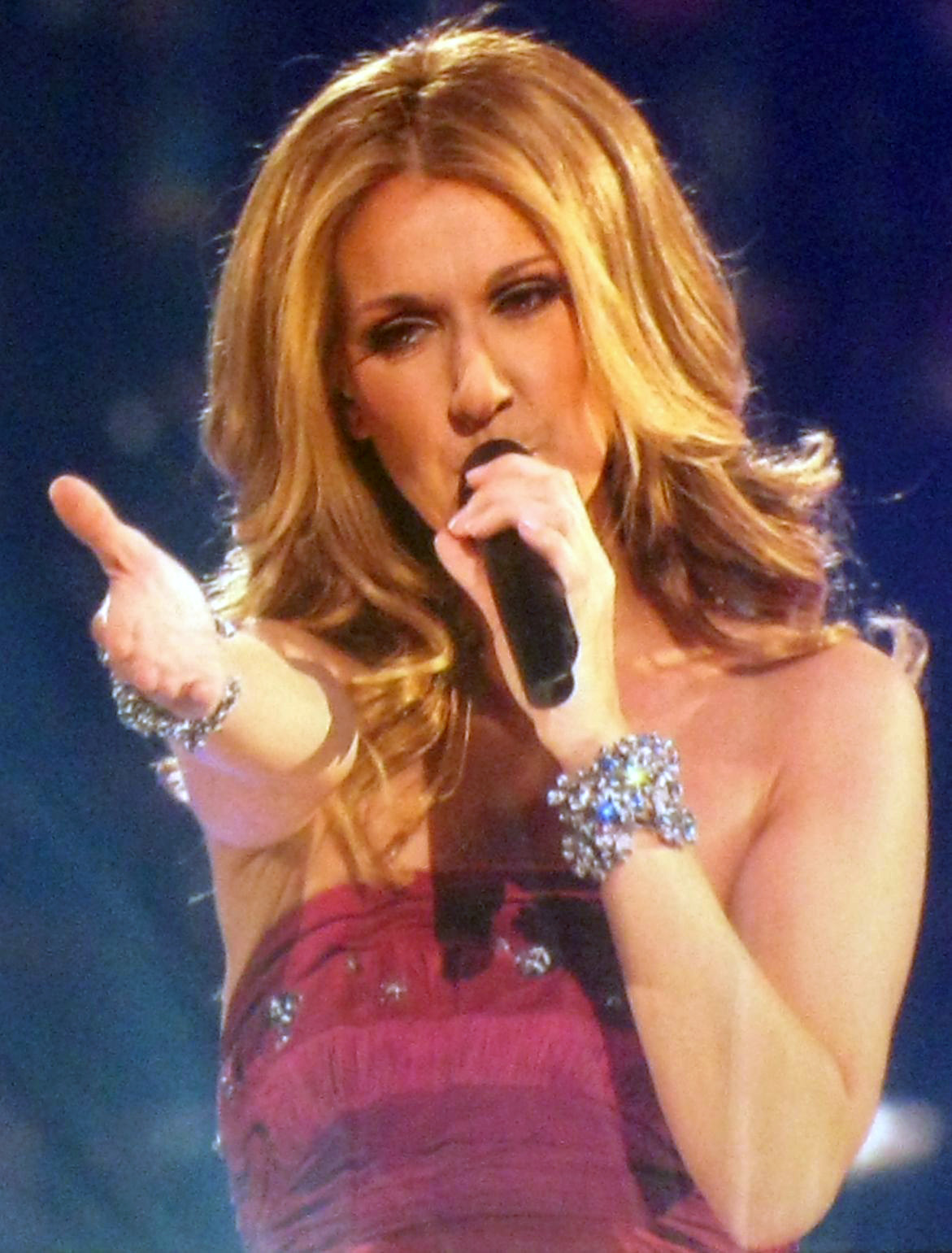
カナダ出身の歌手セリーヌ・ディオン(1968-)誕生。

- 1130年 - モーシェ・ベン＝マイモーン、哲学者（+ 1204年）
- 1222年（貞応元年2月16日） - 日蓮、僧、日蓮宗開祖（+ 1282年）
- 1432年 - メフメト2世、オスマン帝国第7代スルタン（+ 1481年）
- 1510年 - アントニオ・デ・カベソン、作曲家、オルガニスト（+ 1566年）
- 1637年（寛永14年3月4日） - 細川行孝、第2代宇土藩主（+ 1690年）
- 1741年（元文6年2月14日） - 池田政香、第4代鴨方藩主（+ 1768年）
- 1746年 - フランシスコ・デ・ゴヤ、画家（+ 1828年）
- 1793年 - フアン・マヌエル・デ・ロサス、アルゼンチンの指導者（+ 1877年）
- 1799年（寛政11年2月25日） - 井伊直経、第8代与板藩主（+ 1856年）
- 1804年（文化元年2月19日） - 間部詮勝、第7代鯖江藩主、老中（+ 1884年）
- 1809年（文化6年2月14日） - 脇坂安宅、第4代龍野藩主（+ 1874年）
- 1818年（文化15年2月24日） - 長谷信篤、幕末から明治の公卿、華族（+ 1902年）
- 1820年 - アンナ・シュウエル、作家（+ 1878年）
- 1822年（文政5年2月8日） - 松平信義、第7代亀山藩主（+ 1866年）
- 1834年（天保5年2月21日） - 青山忠敏、第6代篠山藩主（+ 1873年）
- 1844年 - ポール・ヴェルレーヌ、詩人（+ 1896年）
- 1853年 - フィンセント・ファン・ゴッホ、画家（+ 1890年）
- 1864年 - フランツ・オッペンハイマー、社会学者（+ 1943年）
- 1868年 - コロマン・モーザー、美術家、デザイナー（+ 1918年）
- 1869年 - エミリオ・アギナルド、初代フィリピン共和国大統領（+ 1964年）
- 1871年（明治4年2月17日） - 小野塚喜平次、政治学者（+ 1944年）
- 1875年 - 清水南山、彫金家（+ 1948年）
- 1879年 - ベルンハルト・シュミット、光学技術者（+ 1935年）
- 1880年 - ショーン・オケーシー、劇作家（+ 1964年）
- 1881年 - 小坂順造、実業家、政治家（+ 1960年）
- 1882年 - 久野寧、生理学者（+ 1977年）
- 1882年 - メラニー・クライン、精神分析家（+ 1960年）
- 1885年 - ノエル・ヌエット、詩人、画家（+ 1969年）
- 1886年 - スタニスワフ・レシニェフスキ、論理学者、数学者（+ 1939年）
- 1886年 - 清水藤太郎、薬学者（+ 1976年）
- 1892年 - エアハルト・ミルヒ、空軍軍人（+ 1972年）
- 1892年 - エルヴィン・パノフスキー、美術史家（+ 1968年）
- 1892年 - フォルトゥナート・デペーロ、画家、デザイナー、彫刻家（+ 1960年）
- 1892年 - ステファン・バナフ、数学者（+ 1945年）
- 1892年 - 野坂参三、政治家、共産主義者（+ 1993年）
- 1893年 - 世耕弘一、政治家（+ 1965年）
- 1894年 - セルゲイ・イリューシン、航空機設計者（+ 1977年）
- 1895年 - ジャン・ジオノ、作家（+ 1970年）
- 1895年 - ヨーゼフ・ビュルケル、政治家、ナチ党の指導者（+ 1944年）
- 1896年 - 泉山三六、政治家（+ 1981年）
- 1896年 - 波多野鼎、経済学者、政治家（+ 1976年）
- 1900年 - 高野三三男、画家（+ 1979年）
- 1902年 - 梁川剛一、彫刻家、画家（+ 1986年）
- 1903年 - 片岡千恵蔵、俳優（+ 1983年）
- 1904年 - 上田吉二郎、俳優（+ 1972年）
- 1905年 - 織田幹雄、陸上競技三段跳選手（+ 1998年）
- 1907年 - 森田茂、洋画家（+ 2009年）
- 1908年 - 花村仁八郎、実業家（+ 1997年）
- 1908年 - 井野川利春、元プロ野球選手（+ 1976年）
- 1909年 - エルンスト・ゴンブリッチ、美術史家（+ 2001年）
- 1913年 - フランキー・レイン、歌手、俳優（+ 2007年）
- 1913年 - マーク・デイヴィス、アニメーター（+ 2000年）
- 1913年 - 井本農一、国文学者（+ 1998年）
- 1914年 - サニー・ボーイ・ウィリアムソンI、ブルース・ハーモニカ奏者（+ 1948年）
- 1914年 - 山本悍右、詩人、写真家（+ 1987年）
- 1919年 - 丸田祐三、将棋棋士（+ 2015年）
- 1920年 - 安藤信和、アメリカンフットボール功労者（+ 2014年）
- 1920年 - 井野隆一、農業経済学者、マルクス主義者、日本共産党員（+ 2001年）
- 1920年 - 芥川比呂志、俳優、演出家（+ 1981年）
- 1920年 - 伊東甚吉、元プロ野球選手（+ 没年不詳）
- 1921年 - 石井歓、作曲家（+ 2009年）
- 1921年 - 護雅夫、歴史学者（+ 1996年）
- 1923年 - 古澤憲吾、映画監督（+ 1997年）
- 1923年 - 幾代通、民法学者（+ 1991年）
- 1924年 - 高田好胤、僧侶、薬師寺124代管主（+ 1998年）
- 1924年 - 徳網茂、プロ野球選手（+ 1976年）
- 1925年 - 市村真一、経済学者（+ 2024年)
- 1926年 - 中条静夫、俳優（+ 1994年）
- 1927年 - 堤清二、実業家、小説家、詩人（+ 2013年）
- 1927年 - コロムビア・ライト、漫才師、漫談家（+ 2010年）
- 1928年 - 常見昇、元プロ野球選手（+ 2005年）
- 1929年 - イリヤ・ピアテツキー＝シャピロ、数学者（+ 2009年）
- 1930年 - 中庸助、俳優、声優（+ 2023年）
- 1931年 - 田畑精一、絵本作家、挿絵画家（+ 2020年）
- 1932年 - 伝法三千雄、俳優、声優
- 1933年 - ジャン＝クロード・ブリアリ、俳優（+ 2007年）
- 1934年 - ハンス・ホライン、建築家（+ 2014年）
- 1935年 - 塚田正煕、テレビドラマ監督・脚本家（+ 2000年）
- 1936年 - テツオ・ナジタ、歴史学者 （+ 2021年)
- 1936年 - 田原藤太郎、元プロ野球選手（+ 2018年）
- 1936年 - 原貢、野球指導者（+ 2014年）
- 1937年 - ウォーレン・ベイティ、俳優、映画監督
- 1938年 - 島倉千代子、歌手（+ 2013年）
- 1938年 - ジェームズ・マコーレー、言語学者（+ 1999年）
- 1940年 - ジェリー・ルーカス、元バスケットボール選手
- 1942年 - 中島義雄、官僚
- 1942年 - 千原陽三郎、元プロ野球選手
- 1942年 - 大和田稔、騎手、調教師
- 1943年 - 谷口守泰、アニメーター
- 1943年 - 谷間夢路、漫画家（+ 2012年）
- 1944年 - 島野育夫、元プロ野球選手（+ 2007年）
- 1945年 - 三枝健起、テレビディレクター、映画監督
- 1945年 - 加藤タキ、コーディネーター
- 1945年 - エリック・クラプトン、ミュージシャン
- 1947年 - 津島佑子、小説家（+ 2016年）
- 1948年 - エディ・ジョーダン、ジョーダン・グランプリ創設者、元レーシングドライバー（+ 2025年）
- 1949年 - 桂雀三郎、落語家、ミュージシャン
- 1949年 - ヴァシリー・サプリン、外交官
- 1950年 - 高橋春男、漫画家（+ 2024年)
- 1951年 - ジョン・ゴスデン、調教師
- 1952年 - 佐伯かよの、漫画家（+ 2021年）
- 1954年 - 武市三郎、将棋棋士
- 1955年 - 三原正、プロボクサー、プロボクシング・トレーナー
- 1955年 - 寺沢武一、漫画家（+ 2023年）
- 1956年 - 片峯誠、政治家（+ 2023年)
- 1958年 - 石黒ケイ、歌手
- 1959年 - ザビーネ・マイヤー、クラリネット奏者
- 1960年 - 安寿ミラ、女優
- 1960年 - 三木潤一郎、俳優、声優、ナレーター
- 1960年 - 高岡浩三、作家、実業家、Yahoo!オーサー
- 1960年 - ダニエル・カール、タレント
- 1960年 - 目加田頼子、元アナウンサー
- 1961年 - 米倉ますみ、演歌歌手、浪曲師
- 1962年 - 藤臣柊子、エッセイスト
- 1962年 - M.C.ハマー、ミュージシャン
- 1962年 - 小川洋子、小説家
- 1963年 - 高野孝子、冒険家
- 1963年 - 岡村賢二、漫画家
- 1963年 - ツァヒアギーン・エルベグドルジ、政治家、第４代モンゴル国大統領
- 1963年 - 田中美羽、タレント（+ 2004年）
- 1963年 - 濵谷浩樹、厚生労働官僚
- 1964年 - トレイシー・チャップマン、歌手、シンガーソングライター
- 1964年 - アイアン・ジーリング、俳優
- 1965年 - 破矢ジンタ、ミュージシャン（ジッタリン・ジン）
- 1966年 - RIKACO、タレント
- 1966年 - テリー・ブロス、元プロ野球選手
- 1967年 - 坂本冬美、演歌歌手
- 1967年 - 林原めぐみ[15][16]、声優、歌手
- 1967年 - クリストファー・ボウマン、フィギュアスケート選手（+ 2008年）
- 1968年 - セリーヌ・ディオン、歌手
- 1969年 - 伊平崇耶、アニメプロデューサー
- 1969年 - 樹原亜紀、タレント
- 1969年 - 黒井敦史、レーシングドライバー（全日本プロドリフト選手権）（+ 2010年）
- 1969年 - 竹岡圭、自動車評論家
- 1969年 - 安藤麻吹、女優、声優
- 1969年 - トロイ・ベイリス、オートバイレーサー
- 1971年 - カンニング竹山、お笑いタレント（元カンニング） ※戸籍上の誕生日は4月2日
- 1971年 - 増田晋、ナレーション、声優
- 1971年 - 入江泰浩、アニメ監督
- 1971年 - 猿山長七郎、漫画家
- 1971年 - 高橋健一 、元お笑いタレント（元キングオブコメディ）
- 1971年 - 小川つぐみ、元AV女優
- 1972年 - 長野誠、漁師、SASUKEオールスターズ
- 1972年 - カレル・ポボルスキー、元サッカー選手
- 1973年 - 豊田麻里、女優
- 1973年 - 淳士、ミュージシャン（SIAM SHADE）
- 1973年 - ヤン・コレル、元サッカー選手
- 1974年 - 千原ジュニア[17]、お笑いタレント（千原兄弟）
- 1976年 - 川澄綾子、声優
- 1976年 - 山口寛雄、ミュージシャン
- 1976年 - オバデレ・トンプソン、陸上選手
- 1977年 - 田京恵、女優
- 1977年 - 松川浩子、毎日放送アナウンサー
- 1977年 - 高橋正純、DJ、アナウンサー
- 1977年 - クリス・ロハス、野球選手
- 1978年 - 奥村政佳、ミュージシャン（RAGFAIR）、気象予報士
- 1978年 - 友利新、医師
- 1978年 - ジョシュ・バード、元プロ野球選手
- 1979年 - ノラ・ジョーンズ、ジャズのシンガーソングライター、歌手、ピアニスト
- 1979年 - アナトリー・ティモシュチュク、元サッカー選手
- 1979年 - ティエリー・ジョルジュ、オリエンテーリング選手
- 1979年 - マタイン・ウェスターホルト、ギタリスト（ウィズイン・テンプテーション）
- 1980年 - 小倉沙耶、タレント
- 1980年 - 倉野麻里、テレビ東京アナウンサー
- 1980年 - 皇ハマオ、漫画家
- 1980年 - 島尻政明、極真空手選手
- 1980年 - リカルド・オソリオ、サッカー選手
- 1980年 - ビビアーノ・フェルナンデス、総合格闘家
- 1980年 - カーター・ウィリアムス、格闘家
- 1981年 - 田嶋悟士、ドラマー、元調理師
- 1981年 - 工藤隆人、元プロ野球選手
- 1982年 - 畑端省吾、騎手
- 1982年 - 香川絵馬、ファッションモデル
- 1982年 - 森義仁、映像作家
- 1982年 - 高木康成、元プロ野球選手
- 1982年 - レスリー・アンダーソン、プロ野球選手
- 1982年 - フィリップ・メクセス、サッカー選手
- 1983年 - ゆみみ、お笑いタレント（マリア）
- 1983年 - 田馥甄、歌手（S.H.E）
- 1983年 - 大勇武龍泉、元大相撲力士
- 1983年 - メルヴィン・ギラード、総合格闘家
- 1983年 - デイビス・ロメロ、元プロ野球選手
- 1983年 - 尾熊栄輔、元陸上競技選手
- 1984年 - こまつ、芸人
- 1984年 - マリオ・アンチッチ、テニス選手
- 1984年 - サマンサ・ストーサー、テニス選手
- 1984年 - スカイラー・ストロズモー、プロ野球選手
- 1984年 - ジム・ハウザー、プロ野球選手
- 1984年 - 千田美智子、女優
- 1985年 - 藤原ゆか、漫画家
- 1985年 - 峰竜太、競艇選手
- 1985年 - ダン・ランズラー、プロ野球選手
- 1986年 - BENI、歌手
- 1986年 - 川﨑成晃、元プロ野球選手
- 1986年 - セルヒオ・ラモス、サッカー選手
- 1986年 - 里海、ファッションモデル
- 1986年 - 香西咲、元AV女優、元レースクイーン
- 1987年 - シャイロン・マルティス、プロ野球選手
- 1987年 - 蕭敬騰、歌手
- 1987年 - マイク・ブロードウェイ、プロ野球選手
- 1988年 - 山口立花子、声優
- 1988年 - 佐藤大樹、お笑いタレント（クマムシ）
- 1988年 - 雨宮琴音、元AV女優
- 1989年 - 岡田彩菜、歌手、グラビアアイドル
- 1989年 - 乙井なずな、AV女優
- 1989年 - 濱野大輝、声優
- 1989年 - 三村真、サッカー選手
- 1989年 - クリス・セール、プロ野球選手
- 1989年 - リチャード・シャーマン、アメリカンフットボール選手
- 1990年 - 小幡康裕、ミュージシャン（コアラモード.）
- 1990年 - 野村麻衣、タレント
- 1990年 - 藤城嘘、芸術家
- 1990年 - ミハル・ブジェジナ、フィギュアスケート選手
- 1990年 - ローラ、モデル、タレント
- 1990年 - 島袋翔伍、元プロ野球選手
- 1990年 - 河野広貴、サッカー選手
- 1990年 - 涼本めぐみ、元グラビアアイドル
- 1990年 - 伏見こころ、モデル、タレント
- 1990年 - ベカ・シャンクラシュヴィリ、フィギュアスケート選手
- 1990年 - シモン・アーダーム、サッカー選手
- 1990年 - シモン・アンドラーシュ、サッカー選手
- 1990年 - ロドニー・ストラッサー、サッカー選手
- 1990年 - あいだあい、タレント
- 1990年 - イ・ギグァン、歌手
- 1991年 - 佐々木未来、声優
- 1991年 - ジェイク・マリスニック、プロ野球選手
- 1991年 - ジル・スヌ、サッカー選手
- 1992年 - 橋爪大佑、元プロ野球選手
- 1993年 - 古畑恵介、声優、俳優
- 1994年 - 石井陽菜、女優
- 1994年 - アレックス・ブレグマン、プロ野球選手
- 1994年 - イェトロ・ウィレムス、サッカー選手
- 1994年 - 島崎遥香、女優（元AKB48）
- 1994年 - 布川桃花、ファッションモデル、女優
- 1995年 - 佐藤信長、俳優
- 1996年 - MICHI、歌手、女優
- 1997年 - 村瀬紗英、女優、アイドル（元NMB48）
- 1997年 - チャウヌ、俳優、アイドル (ASTRO)
- 1998年 - 古賀成美、女優、アイドル（元NMB48）
- 1999年 - ジョアン・フィリペ、サッカー選手
- 1999年 - みゆ、YouTuber (ばんばんざい)
- 1999年 - 今井春花、気象予報士
- 2000年 - マリウス葉、元俳優、元アイドル（元Sexy Zone）
- 2000年 - 祷キララ[18] - 女優
- 2001年 - 森日菜美、女優
- 2003年 - 村上和叶、アイドル（元HKT48)
- 2004年 - 栗田桃花、モデル、女優
- 非公開 - ななせぐみ、アイドル（元バンドじゃないもん!）
- 生年不詳 - あだち、漫画家
- 生年不詳 - かわちゆかり、漫画家
- 生年不詳 - 東里桐子、漫画家
- 生年不詳 - めで鯛、漫画家
- 生年不詳 ‐ 小松未歩、シンガーソングライター
- エレン・イェーガー、進撃の巨人
- 碇ユイ、新世紀エヴァンゲリオン

### 人物以外（動物など）
- 1970年 - セクレタリアト、競走馬（+ 1989年）
- 1986年 - ケンドール、競走馬（+ 2007年）
- 1997年 - チアズグレイス、競走馬（+ 2017年）
- 1998年 - ガリレオ、競走馬（+ 2021年）
- 2000年 - オアシスドリーム、競走馬
- 2002年 - カネサブラック、競走馬（+ 2019年）
- 2004年 - アーキペンコ、競走馬（+ 2017年）

## 忌日

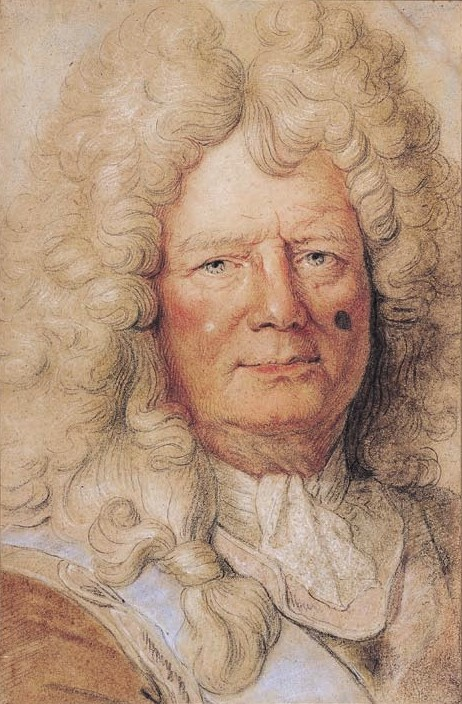
フランスの軍人、建設技術者ヴォーバン(1633-1707)没。

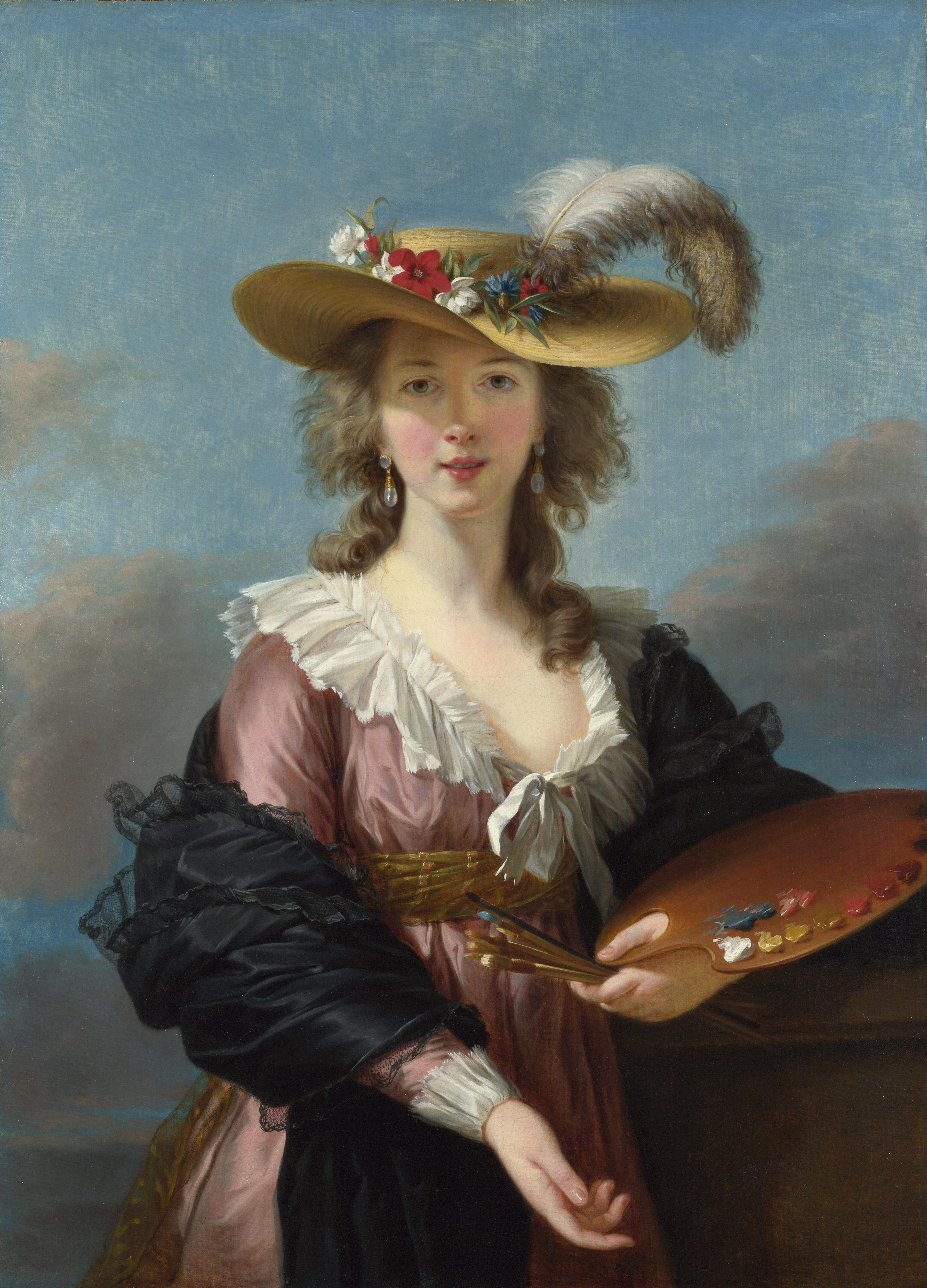
画家エリザベート＝ルイーズ・ヴィジェ＝ルブラン(1755-1842)没。画像は自画像(1782)

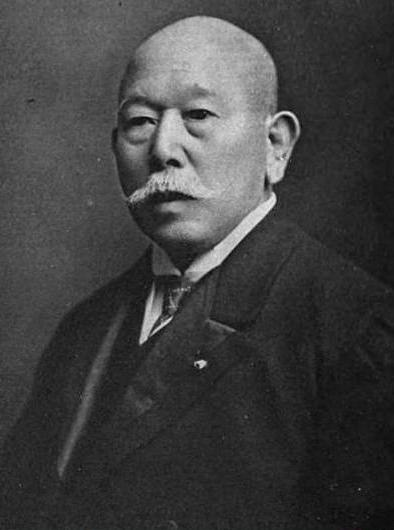
資生堂創業者福原有信(1848-1924)没。

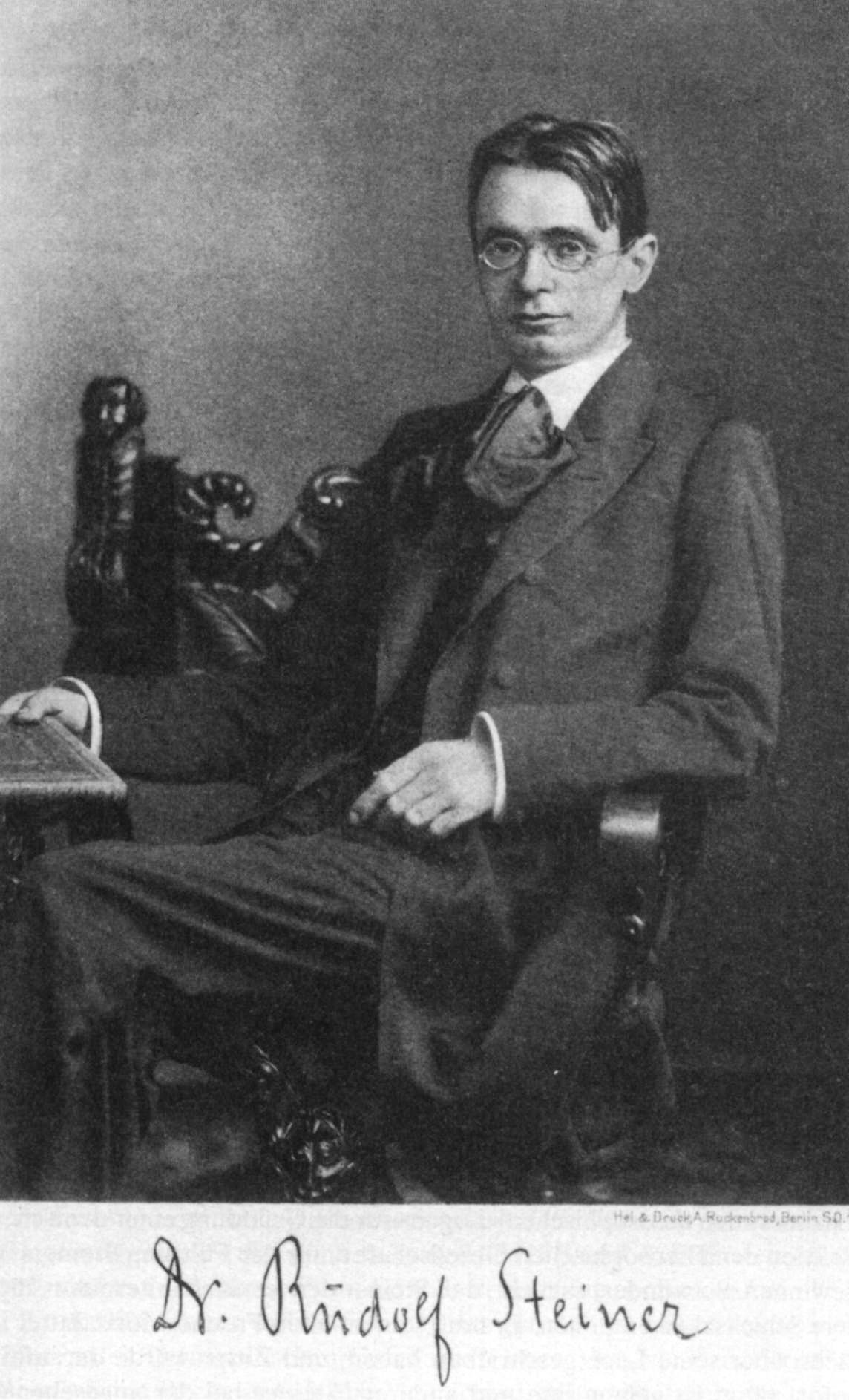
アントロポゾフィーの創始者、ルドルフ・シュタイナー(1861-1925)没。

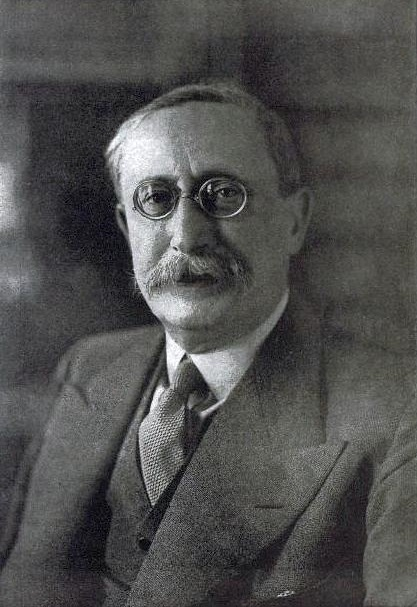
フランス人民戦線内閣の首班を務めた政治家レオン・ブルム(1872-1950)没。

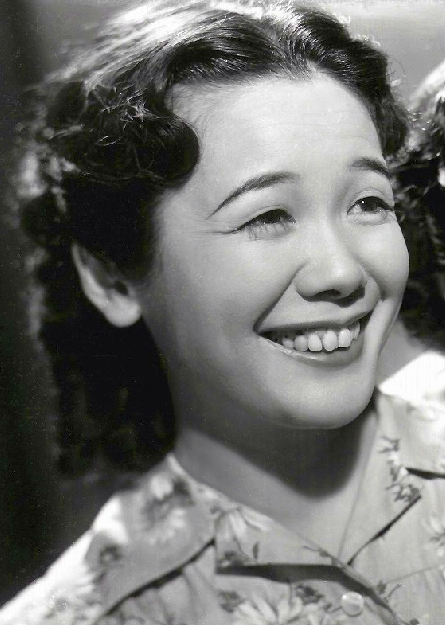
ブギの女王、笠置シヅ子(1914-1985)没。2023年度後期NHK「連続テレビ小説」『ブギウギ』のモデルになった。

- 940年（天慶3年2月19日）- 興世王、平安時代中期の皇族（* 生年不詳）
- 1472年 - アメデーオ9世・ディ・サヴォイア、サヴォイア公（* 1435年）
- 1559年 - アダム・リース、数学者（* 1492年）
- 1654年（承応3年2月12日） - 黒田忠之、第2代筑前福岡藩主（* 1602年）
- 1678年（延宝6年2月8日） - 小笠原長矩、江戸幕府寺社奉行、三河吉田藩主（* 1624年）
- 1707年 - セバスティアン・ル・プレストル・ド・ヴォーバン、フランス軍の元帥、軍事技術者（* 1633年）
- 1756年 - セバスティアン・デ・アルベロ（フランス語版）、チェンバロ奏者（* 1722年）
- 1764年 - ピエトロ・ロカテッリ、作曲家（* 1695年）
- 1783年 - ウィリアム・ハンター、医学者、解剖学者（* 1718年）
- 1830年 - ルートヴィヒ1世、バーデン大公（* 1763年）
- 1832年 - スティーヴン・グルームブリッジ、天文学者（* 1755年）
- 1832年 - ドーラ・シュトック（英語版）、画家（* 1759年）
- 1840年 - ジョージ・ブライアン・ブランメル、セレブリティ、ダンディスト（* 1778年）
- 1842年 - エリザベート＝ルイーズ・ヴィジェ＝ルブラン、画家（* 1755年）
- 1853年 - アビゲイル・フィルモア、第13代米国大統領ミラード・フィルモアの妻（* 1798年）
- 1861年 - ルイ・コルディエ、地質学者、鉱物学者（* 1777年）
- 1870年 - シャルル・ド・グルー、画家（* 1825年）
- 1871年 - ルイーゼ・ファン・オラニエ＝ナッサウ、スウェーデン王カール15世の王妃（* 1828年）
- 1879年 - トマ・クチュール、画家（* 1815年）
- 1905年 - ゲオルク・マイスナー、解剖学者、生理学者（* 1829年）
- 1909年 - 3代目笑福亭松鶴、落語家（* 1844年）
- 1911年 - ペッレグリーノ・アルトゥージ、実業家、文筆家（* 1820年）
- 1911年 - エレン・スワロウ・リチャーズ、化学者（* 1842年）
- 1912年 - 藤田伝三郎、実業家、藤田組創業者（* 1841年）
- 1919年 - 高木徳子、ダンサー（* 1891年）
- 1924年 - 福原有信、実業家、資生堂創業者（* 1848年）
- 1925年 - ルドルフ・シュタイナー、思想家、哲学者（* 1861年）
- 1933年 - ジョン・アイセル、陸上競技選手（* 1884年）
- 1936年 - コンチータ・スペルビア、メゾソプラノ歌手（* 1895年）
- 1937年 - 伊谷以知二郎、水産学者（* 1864年）
- 1944年 - チャールズ・バーノン・ボーイズ、物理学者（* 1855年）
- 1945年 - 小室翠雲、日本画家（* 1874年）
- 1947年 - アーサー・マッケン、小説家（* 1863年）
- 1948年 - 神田山陽 (初代)、講談師（* 1897年）
- 1949年 - フリードリッヒ・ベルギウス、化学者（* 1884年）
- 1950年 - レオン・ブルム、フランス首相（* 1872年）
- 1956年 - E・C・ベントリー、推理作家（* 1875年）
- 1958年 - 西山翠嶂、画家（* 1879年）
- 1958年 - 原邦造、実業家、元第百銀行頭取・愛国生命社長・帝都高速度交通営団総裁・日本航空会長（* 1883年）
- 1961年 - フィリベール・ジャック・メロッテ、天文学者（* 1880年）
- 1963年 - アレクサンドル・ガウク、指揮者（* 1893年）
- 1964年 - 三宅驥一、植物学者（* 1876年）
- 1964年 - ネラ・ラーセン（英語版）、作家（* 1891年）
- 1965年 - フィリップ・ショウォルター・ヘンチ、医師、ノーベル生理学・医学賞受賞者（* 1896年）
- 1966年 - マックスフィールド・パリッシュ、画家、イラストレーター（* 1870年）
- 1966年 - イェリー・ダラーニ、ヴァイオリニスト（* 1893年）
- 1967年 - 細谷雄二、医学者（* 1897年）
- 1969年 - ルシアン・ビアンキ、レーシングドライバー（* 1934年）
- 1970年 - ハインリヒ・ブリューニング、第12代ドイツ国首相（* 1885年）
- 1971年 - 西脇りか[19]、婦人運動家、常盤会学園初代理事長（* 1879年）
- 1972年 - 武井大助、実業家（* 1887年）
- 1973年 - ウィリアム・ジャスティン・クロル（英語版）、冶金学者（* 1889年）
- 1973年 - シドニー・ファーバー（英語版）、小児病理学者（* 1903年）
- 1974年 - 橘孝三郎、政治運動家、思想家（* 1893年）
- 1975年 - 小林正、フランス文学者、東京大学名誉教授（* 1911年）
- 1975年 - 中村英子、女優（* 1951年）
- 1976年 - 原田督三、元プロ野球選手（* 1919年）
- 1977年 - 永野若松、内務官僚、政治家、元福井県知事、原爆被災時の長崎県知事（* 1898年）
- 1978年 - 丹羽喬四郎、内務官僚、政治家、元運輸大臣（* 1904年）
- 1980年 - 亀山一二、官僚、初代関市長（* 1895年）
- 1981年 - 秋山利恭、実業家、政治家（* 1901年）
- 1981年 - ダグラス・ロウ、陸上競技選手（* 1902年）
- 1981年 - 二代目相模太郎、浪曲師、声優（* 1931年）
- 1984年 - カール・ラーナー、カトリック教会の司祭、神学者（* 1904年）
- 1984年 - 服部智恵子、バレリーナ、日本バレエ協会初代会長（* 1908年）
- 1984年 - 金山次郎、元プロ野球選手（* 1922年）
- 1985年 - 野上弥生子、小説家（* 1885年）
- 1985年 - 大島鎌吉、陸上競技選手（* 1908年）
- 1985年 - 笠置シヅ子、歌手（* 1914年）
- 1986年 - 鈴木龍二、セントラル・リーグ会長（* 1896年）
- 1986年 - ジェームズ・キャグニー、俳優（* 1899年）
- 1986年 - 遠藤康子、女優、モデル（* 1968年）
- 1988年 - 田谷力三、テノール歌手（* 1899年）
- 1990年 - 岩崎忠雄、実業家（* 1909年）
- 1993年 - アンドレ・ブリュネ、フィギュアスケート選手（* 1901年）
- 1993年 - リチャード・ディーベンコーン、画家（* 1922年）
- 1996年 - 齊藤了英、実業家、元大昭和製紙社長（* 1916年）
- 1996年 - 藤岡豊、実業家、東京ムービー新社社長（* 1927年）
- 1997年 - 白石春樹、政治家、元愛媛県知事（* 1912年）
- 1997年 - 鶴田六郎、歌手（* 1916年）
- 1997年 - 高橋孟、漫画家、イラストレーター（* 1920年）
- 1998年 - 田中龍夫、政治家（* 1910年）
- 1999年 - 南条あや、ネットアイドル（* 1980年）
- 2000年 - 梅澤純夫、有機合成化学者、慶應義塾大学名誉教（* 1909年）
- 2002年 - エリザベス・ボーズ＝ライアン、イギリス王ジョージ6世の王妃（* 1900年）
- 2002年 - 大久保洋、フランス文学者、翻訳家（* 1908年）
- 2003年 - 後藤聰一、政治家、元八王子市長（* 1916年）
- 2003年 - ヴァレンチン・パヴロフ、ソビエト連邦首相（* 1937年）
- 2003年 - マイケル・ジェッター、俳優（* 1952年）
- 2004年 - 紅林茂夫、経済評論家（* 1912年）
- 2004年 - 林大、日本語学者（* 1913年）
- 2004年 - 河邨文一郎、整形外科医、詩人（* 1917年）
- 2004年 - トマ・アンドラーシュ、第二次世界大戦最後の捕虜（* 1925年）
- 2006年 - ジョン・マクガハン、小説家（* 1934年）
- 2007年 - 林青梧、小説家、作家（* 1929年）
- 2008年 - 清水基吉、俳人、小説家（* 1918年）
- 2008年 - ディス・プラン、ジャーナリスト（* 1942年）
- 2008年 - 杉田力之、銀行家、第一勧業銀行元頭取（* 1942年）
- 2008年 - デイビッド・レズリー、レーシングドライバー（* 1953年）
- 2009年 - 村上アヤメ、日本初の女性バスガイド（* 1911年）
- 2009年 - 大木実、俳優（* 1923年）
- 2009年 - ユージーン・ドレンテ、詩人、脚本家（* 1925年）
- 2009年 - 二代目 露の五郎兵衛、落語家、仁輪加師（* 1932年）
- 2010年 - 竹山広、歌人（* 1920年）
- 2010年 - 宍道一郎、実業家、日本ビクター(現JVCケンウッド)社長、会長（* 1920年）
- 2010年 - 出羽嵐大輔、元大相撲力士（* 1970年）
- 2011年 - 佐藤忠良、彫刻家（* 1912年）
- 2011年 - ロサリン・ヤロー、医学研究者、ノーベル生理学・医学賞受賞者（* 1921年）
- 2011年 - 佐賀光健吾、元大相撲力士（*1934年）
- 2011年 - リュドミラ・グルチェンコ、女優（* 1935年）
- 2011年 - 野間佐和子、実業家、元講談社社長（* 1943年）
- 2012年 - 中川幸夫、華道家、芸術家（* 1918年）
- 2012年 - 築地米三郎、特撮監督、プロデューサー（* 1923年）
- 2012年 - レオニード・シェバルシン、職業的諜報員、ソ連国家保安委員会元議長（* 1935年）
- 2013年 - ボブ・ターリー、元プロ野球選手（* 1930年）
- 2013年 - フィル・ラモーン、音楽プロデューサー（* 1934年）
- 2013年 - 小松一彦、指揮者（* 1947年）
- 2014年 - 杉山忠一、英語学者、東京大学名誉教授（* 1923年）
- 2014年 - 四国五郎、画家、絵本作家、詩人（* 1924年）
- 2015年 - 高橋幸翁、政治家、元米沢市長（* 1934年）
- 2015年 - 田辺光彰、彫刻家（* 1939年）
- 2014年 - 蟹江敬三、俳優（* 1944年）
- 2014年 - 宮田繁男、ドラマー、音楽プロデューサー（* 1958年）
- 2015年 - 高橋幸翁、政治家、元山形県米沢市長（* 1934年）
- 2015年 - 頼富本宏、仏教学者、東寺真言宗僧侶、元種智院大学長（* 1945年）
- 2015年 - 大塚幸代、ライター、編集者（* 1972年）
- 2017年 - 三宅千代、歌人（* 1918年）
- 2017年 - 加奈山径、作家（* 1933年）
- 2017年 - 石坪一三[20]、実業家、元クラリオン社長（* 1933年）
- 2017年 - 金基龍、政治家、ジャーナリスト（* 1941年）
- 2017年 - ギルバート・ベイカー、美術家、公民権活動家（* 1951年）
- 2018年 - 秋草鶴次、元軍人、元海軍（* 1927年）
- 2018年 - 権藤芳一、古典芸能評論家（* 1930年）
- 2018年 - アンドレ・ボ＝ボリコ・ロコンガ、政治家、元ザイール共和国国家第一委員（* 1934年）
- 2018年 - 清水裕、官僚、政治家、元大洲市長（* 1954年）
- 2019年 - 橋本省三[21]、政治家、元兵庫県福崎町長（* 1951年）
- 2020年 - 郝柏村、元軍人、政治家（* 1919年）
- 2020年 - 桜井修、銀行家、元住友信託銀行（現三井住友信託銀行）社長（* 1927年）
- 2020年 - トミー・デパオラ（英語版）、児童書作家、イラストレーター（* 1934年）
- 2020年 - ビル・ウィザーズ、歌手（* 1938年）
- 2020年 - ジョアキム・ヨンビ＝オパンゴ、軍人、政治家、元コンゴ共和国大統領・首相（* 1939年）
- 2020年 - 加門亮、歌手（* 1958年）
- 2021年 - 西山浅次郎、英文学者、慶應義塾大学名誉教授（* 1926年）
- 2021年 - ジョージ・ゴードン・リディ、弁護士、元FBI捜査官、ウォーターゲート事件の主要関与者（* 1930年）
- 2021年 - 栗坪良樹、近代文学研究者、青山学院女子短期大学元学長・名誉教授（* 1940年）
- 2021年 - 朝比奈順子、女優、歌手（* 1953年）
- 2022年 - 宮崎学、評論家、作家、小説家（* 1945年）
- 2023年 - 橘家二三蔵、落語家、俳優（* 1945年）
- 2024年 - 高橋巌、美学者、日本人智学協会代表、元慶應義塾大学教授（* 1928年）
- 2024年 - 矢作和人、騎手、調教師（* 1933年）
- 2024年 - 加藤幸子、小説家（* 1936年）
- 2024年 - マルティン・アルマダ、作家、弁護士、人権活動家、恐怖のアーカイブ発見者（* 1937年）
- 2024年 - 吉田憲正、銀行家、元池田泉州ホールディングス会長、元泉州銀行頭取（* 1944年）
- 2025年 - エンリケ・バティス、指揮者（* 1942年）

## 記念日・年中行事

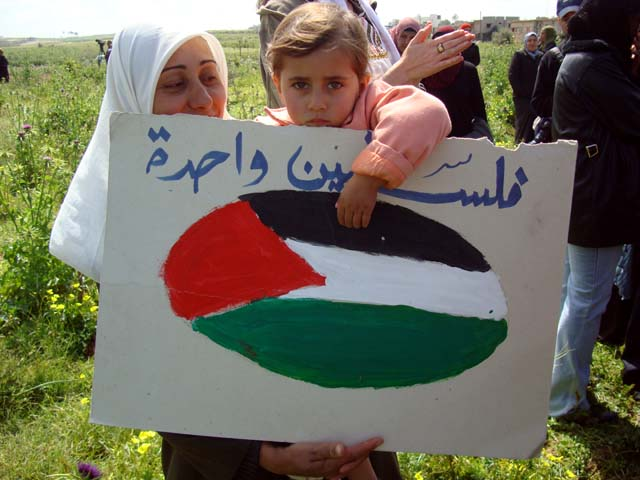
パレスチナの「土地の日」

- 土地の日（ パレスチナ）
1976年3月30日、イスラエル政府が、パレスチナの土地数千ドゥナムを接収する計画を発表した。これに抗議したパレスチナ市民とイスラエル軍が衝突し、パレスチナ人6人が殺害され、49人が負傷したことを悼むもの。
- 妻がうるおう日（ 日本）
2015年3月30日、アミノコラーゲンヨーグルトの発売を記念して、株式会社明治が制定[22]。
- 信長の野望の日（ 日本）
1983年のこの日に日本の戦国時代をテーマとした歴史シミュレーションゲーム『信長の野望』第1作が発売されたことに由来。
- 国立競技場落成記念日（ 日本）
1958年（昭和33年）のこの日、神宮外苑に国立霞ヶ丘陸上競技場が完成した。1964年（昭和39年）には東京オリンピックの開閉会式の会場になった。
- マフィアの日
1282年のこの日、イタリアシチリア島で「マフィア」という言葉の由来とされるシチリアの晩鐘事件が発生したことに由来。